# Frances O'Connor
Frances Ann O'Connor (Wantage, 12 de junho de 1967) é uma atriz australiana nascida na Inglaterra. Ela é mais conhecida por seus papéis de Fanny Price em Mansfield Park,  Rose Selfridge na série Mr. Selfridge, Alison Gardner e Nicole Delarusso no filme Bedazzled,  Gwendolen Fairfax no filme de 2002, The Importance of Being Earnest, e como Monica Swinton em A.I. - Inteligência Artificial.

## Início da vida
O'Connor nasceu em Wantage, Oxfordshire, Inglaterra, de uma mãe pianista e pai físico nuclear; sua família mudou-se para Perth, Australia quando ela tinha dois anos de idade. Ela é a média de cinco filhos, com um irmão mais velho, uma irmã mais velha, e duas irmãs mais novas. O'Connor foi criada como católica, e participou da Mercedes Collegein Perth. Ela, então, passou a frequentar a Academia da Austrália Ocidental de Artes Dramáticas e ganhou um grau de Bacharel em Artes em literatura pela Universidade de Curtin, na Austrália Ocidental.

## Filmografia

### Cinema
| Ano  | Título                          | Papel             | Notas          |
| ---- | ------------------------------- | ----------------- | -------------- |
| 1995 | Bathing Boxes                   | Segunda mulher    | Curta-metragem |
| 1996 | Love and Other Catastrophes     | Mia               |                |
| 1997 | Kiss or Kill                    | Nikki Davies      |                |
| 1997 | Thank God He Met Lizzie         | Jenny Follett     |                |
| 1998 | A Little Bit of Soul            | Kate Haslett      |                |
| 1999 | A Margherita with Hot Salami    | Diana             | Curta-metragem |
| 1999 | Mansfield Park                  | Fanny Price       |                |
| 2000 | About Adam                      | Laura Owens       |                |
| 2000 | Bedazzled                       | Alison Gardner    |                |
| 2001 | A.I. Artificial Intelligence    | Monica Swinton    |                |
| 2002 | The Importance of Being Earnest | Gwendolen Fairfax |                |
| 2002 | Windtalkers                     | Rita Swelton      |                |
| 2003 | Timeline                        | Kate Ericson      |                |
| 2004 | Iron Jawed Angels               | Lucy Burns        |                |
| 2004 | Book of Love                    | Elaine Walker     |                |
| 2005 | Three Dollars                   | Tanya Harnovey    |                |
| 2005 | The Lazarus Child               | Alison Heywood    |                |
| 2005 | Piccadilly Jim                  | Ann Chester       |                |
| 2009 | Blessed                         | Rhonda            |                |
| 2011 | The Hunter                      | Lucy Armstrong    |                |
| 2012 | Jayne Mansfield's Car           | Camilla Bedford   |                |
| 2012 | Best Man Down                   | Jaime Anderson    |                |
| 2012 | Little Red Wagon                | Margaret Craig    |                |
| 2013 | The Truth About Emanuel         | Janice            |                |
| 2014 | Mercy                           | Rebecca McCoy     |                |
| 2016 | The Conjuring 2                 | Peggy Hodgson     |                |

### Televisão
| Ano     | Título                         | Papel              | Nota                                |
| ------- | ------------------------------ | ------------------ | ----------------------------------- |
| 1993    | Law of the Land                | Marissa Green      | Episódios desconhecidos             |
| 1994    | The Damnation of Harvey McHugh | Georgina           | Episódio: "Heaven Knows Mr. McHugh" |
| 1995    | The Man from Snowy River       | Rachel McAlister   | 2 episódios                         |
| 1995    | Halifax f.p.                   | Frances            | Episódio: "The Feeding"             |
| 1996    | Blue Heelers                   | Gabe Greenway      | 3 episódios                         |
| 1996    | G.P.                           | Karen Papadopoulos | Episódio: "Someone to Turn To"      |
| 1997    | Frontline                      | Kristy             | Episódio: "I Get the Big Names"     |
| 2000    | Madame Bovary                  | Emma Bovary        | Telefilme                           |
| 2008    | Cashmere Mafia                 | Zoe Burden         | 7 episódios                         |
| 2009    | Nova                           | Emma Darwin        | Episódio: "Darwin's Darkest Hour"   |
| 2011    | Ice                            | Sarah Fitch        | Minisérie; 2 episódios              |
| 2011    | Hallelujah                     | Ruth Turner        | Piloto                              |
| 2013    | Vegas                          | Barbara Kent       | Episódio: "From This Day Forward"   |
| 2013–14 | Mr Selfridge                   | Rose Selfridge     | 20 episódios                        |
| 2014    | The Missing                    | Emily Hughes       | Minisérie; 8 episódios              |
| 2014    | Once Upon a Time               | Colette            | Episódio: "Family Business"         |
| 2016    | Cleverman                      |                    |                                     |
| 2018    | Troia: a queda de uma cidade   | Rainha Hecuba      | 8 episodios                         |